# Leptotrema zollingeri
Leptotrema zollingeri är en lavart som beskrevs av Mont. & Bosch 1855. Leptotrema zollingeri ingår i släktet Leptotrema och familjen Thelotremataceae.   Inga underarter finns listade i Catalogue of Life.